# Николо Вениер
Николо Вениер (на италиански: Nicolò Venier; * ок. 1483, † 1530) е владетел на остров Парос като подвластен на Венецианската република в периода 1518-1530 г.

## Произход
Произхожда от патрицианския род Вениер. Той е син на Дзуан Франческо Вениер, съгосподар на Парос, и на съпругата му Фиоренца Сомарипа. Има една сестра – Чечилия, господарка на Парос, и един брат – Моизе, баща на дожа на Венеция Себастиано Вениер.

## Биография
Предполага се, че извънбрачна дъщеря на Николо Вениер е Чечилия Вениер-Бафо, станала известна като Нурбану Султан – тя е отвлечена от османците и е продадена на робския пазар в Константинопол, и след като попада в харема на султан Селим II, ражда неговия син –  бъдещия султан Мурад III.
След неговата смърт през 1531 г. остров Парос се управлява от сестра му Чечилия Вениер до завладяването на острова от османците през 1537 г.

## Брак и потомство
∞ 1507 за Дзантана, от която има един син:
- Андреа Вениер, починал докато баща му е жив[4]

От любовницата си Виоланта Бафо има една извънбрачна дъщеря:
- Чечилия Вениер-Бафо ̈(* ок. 1525, † 7 декември 1583), известна като Нурбану Султан, наложница на султан Селим II, от когото ражда три дъщери и  бъдещия султан Мурад III